# 黃經 (明朝)
黃經（15世紀—16世紀），字子常，號山海子，廣東廣州府香山縣麻洲人，明朝政治人物。

## 生平
黃經生而自律有禮，手不釋卷，在東林山下築建稽古堂讀書談道，縣内多從學者，是弘治八年（1495年）乙卯科應天鄉試第五十四名舉人，以供養年老雙親授霑益州同知，很快改授教職，任泗州學正，其時御史到州學講書，他拒絕按例應奉，呼喚僮僕即日收拾行裝辭官，著有《香山志》及《滇陽第一州志》、《淮泗一覽》、《小學節條》，又有詩文千餘首，去世後入祀鄉賢祠及泗州名宦祠。

## 引用
1. 1 2  光緒《香山縣志·卷十三·列傳》：黃經，字子常，麻洲人 申志，生而嚴重，律身有禮，自少至老手不釋卷，築稽古堂於東林山下，自號山海子，讀書談道邑多從遊者，宏治己卯中應天府舉人，以親老願得祿養，任霑益州同知，旋授教職，得泗州學正，時御史詣學講書，教官例應奉籤經，不可即致仕去，著有《香山志》及《滇陽第一州志》、《淮泗一覽》、《小學節條》，詩文共千餘首 張府志，祀鄉賢。 祝志
2. ↑  光緒《香山縣志·卷十一·選舉表》：舉人 明……宣德……鄭宗維 四年己酉科第七名，太平教授，通志、祝志云烏石人，字宗禮，有傳
3. ↑  乾隆《泗州志·卷九·名宦》：黃經，嶺南香山人，棄霑益州守任泗學正，當道者偶一言凌之，遂呼僮負笥，即日長往，其清風高節如此，聖殿多蝠為文遣之，一夕橶飛去，祀名宦。